# Biserica rotundă din Preslav
Biserica Rotundă (în bulgară Кръгла църква, Krăgla țărkva), cunoscută și ca Biserica de Aur (Златна църква, Zlatna țărkva) sau Biserica Sf. Ioan (църква "Свети Йоан", țărkva "Sveti Ioan"), este o biserică ortodoxă medievală timpurie de mari dimensiuni, parțial conservată. Edificiul religios se află în localitatea Preslav, fosta capitală a Primului Imperiu Bulgar, astăzi oraș aflat în Bulgaria de nord-est. Biserica datează de la începutul secolului al X-lea, din timpul domniei țarului Simeon I. A fost descoperită și analizată arheologic pentru prima dată în anii 1927–1928.
Considerată unul dintre cele mai impresionante exemple de arhitectură medievală bulgară, biserica rotundă și-a luat numele de la forma specifică a uneia dintre cele trei secțiuni ale sale, naosul, care este o rotondă ce servește ca loc pentru liturghie. De asemenea, designul bisericii include un atriu larg și o zonă de intrare dreptunghiulară sau nartex, marcat de două mici turle circulare. 
Biserica a fost asemuită cu alte edificii de arhitectură religioasă ce țin de perioada romană târzie (creștină timpurie), din Caucaz, și cu stilul carolingian - preroman, al lui Carol cel Mare, datorită planului său caracteristic, care diferă semnificativ de clădirile contemporane bulgărești sau bizantine. Numele alternativ al bisericii, Biserica de Aur, își are originea în identificarea sa posibilă și populară cu „noua biserică de aur” din Preslav, menționată într-o sursă literară medievală. 
Bogata decorație interioară a Bisericii Rotunde afișează cu predilecție mozaicuri, ceramică și marmură, din acest motiv ea deosebindu-se într-un mod evident de alte biserici din Preslav. Interiorul său este caracterizat de sute de desene ce înfățișează nave, faună și personalități creștine. Inscripțiile medievale de pe pereți menționează nume de sfinți în greaca bizantină sau scrise ca litere disparate și mici texte în alfabetele glagolitic și chirilic.

## Context
Fondată în 681 ca stat păgân, Bulgaria a fost creștinată de clerul bizantin în anii 860, când era condusă de prințul Boris (r. 852–889). Dreptul de a converti Bulgaria la  creștinism a fost subiect de dispută politică între Bizanț și papalitate. Prin convertirea la creștinism, Boris a sperat să rezolve problemele etnice interne și să dezvolte relațiile externe ale statului său, care nu era tratat pe principii de egalitate de către liderii creștini ai Europei.
Biserica Rotundă a fost construită în timpul conducerii fiului și succesorului lui Boris, Simeon (r. 893–927), ale cărui campanii militare au stabilit superioritatea temporară asupra Bizanțului. El a extins teritoriul Primului Imperiu Bulgar în cea mai mare parte a Balcanilor, către Marea Adriatică și ulterior spre Marea Egee. Simeon a cucerit si teritoriile actuale ale Serbiei și Muntenegrului și a înlăturat efectiv amenințarea maghiară dinspre nord. Considerat unul dintre cei mai mari conducători ai Bulgariei, Simeon a fost un promotor al literaturii și artelor; domnia lui a fost considerată „Epoca de Aur” a culturii medievale bulgare datorită influenței literare a Bulgariei asupra Europei slave contemporane.
Orașul Preslav a devenit capitală a Bulgariei la începutul domniei lui Simeon, în parte din cauza asocierii fostei capitale Pliska cu păgânismul precreștin. Simeon a transformat Preslavul într-un model cultural, un adevărat rival pentru Constantinopol. Unii dintre cei mai distinși cărturari ai Epocii de Aur a Bulgariei au lucrat la școala literară din Preslav⁠(d). Menit să fie mai mult reședință monarhică și centru al vieții culturale decât fortăreață, orașul avea o arhitectură impresionantă, cuprinzând o mulțime de palate și biserici. Dintre acestea, s-a remarcat Biserica Rotundă, considerată „unul dintre cele mai impresionante monumente de arhitectură medievală bulgară” și o „expresie a celor mai mari realizări ale culturii bulgare vechi”.

## Identificare și istorie
Biserica Rotundă este identificată de mulți drept „noua biserică de aur”, la care se face referire într-o casetă⁠(d) a unei traduceri în bulgara veche a lucrării lui Atanasie din Alexandria, Cuvinte împotriva arienilor. Textul spune că traducerea a fost făcută la ordinul prințului Simeon de către Constantin din Preslav⁠(d) și a fost copiată de Theodor Dox, „la gura Ticei în anul [bizantin] 6415 indiction 14 [907 d. Hr.], unde același prinț a poruncit să se construiască noua sfântă biserică de aur”. Nu se știe sigur dacă „muntele Ticei” se referă la o secțiune îngustă a râului, înspre trecătoarea Ustie din apropierea orașului, sau poate la o anumită locație aflată chiar lângă zidurile exterioare ale orașului și în vecinătate directă cu ruinele Bisericii Rotunde. De asemenea, dacă „de aur” este înțeles în sens literal, sursa nu spune clar dacă biserica este una nouă printre bisericile de aur ale orașului sau este singura biserică de aur printre noile biserici din Preslav. Savantul Stancio Vaklinov consideră că identificarea Bisericii Rotunde cu „noua biserică de aur” din literatură este „incontestabilă”, pe când în opinia istoricului de artă Nikola Mavrodinov, acest lucru este doar probabil. Pe de altă parte, istoricul A. P. Vlasto crede că această identificare nu este „absolut sigură”.
Dacă biserica menționată în nota cărții este echivalată cu Biserica Rotundă, atunci se poate concluziona că trebuie datată la nu mai mult de câțiva ani înainte de 907. Deși biserica poate fi atestată nu mai târziu de secolul al X-lea, unii savanți au sugerat că ar fi putut fi fost construită chiar pe locul bazilicii romane mult mai timpurii, fapt sugerat de planul său antic. Un posibil donator (ctitor) al unei părți a construcției bisericii este un oficial bisericesc de mare rang (cartofil⁠(en)[traduceți]) pe nume Paul, care este menționat pe o inscripție din biserică. Cea mai mare parte a lucrării este probabil ctitorită de Simeon, care ar fi fost sponsorul principal.
Există o dezbatere în cercurile academice bulgare, dacă obiectivul a fost construit ca biserică a unei mănăstiri sau ca o catedrală separată. În cazul în care clădirile din vecinătatea bisericii sunt interpretate ca fiind parte a teritoriului unei mănăstiri, atunci locul a devenit așezare monahală cel mai probabil după construirea Bisericii Rotunde, în timpul domniei țarului Petru I (927–969). Lipsa intrărilor în aceste clădiri prin fețele aflate în fața bisericii și prezența unui atriu mare face improbabilă ideea că biserica ar fi aparținut unei mănăstiri. Un alt argument împotriva acestei idei este locația bisericii, izolată de alte clădiri deja accesibile publicului din afara orașului. Savantul Bistra Nikolova o consideră catedrală urbană și face comparație cu Bazilica Mare⁠(d) din Pliska. Un alt cercetător, Krastiu Miatev, vede obiectivul ca o biserică regală a lui Simeon, dar istoricul artelor Nikola Mavrodinov și arheologul Totiu Totev insistă că a aparținut de la început unei mănăstiri.
Primele excavări pe locul obiectivului s-au făcut în anii 1927–1927 de către arheologi de la Muzeul Național Arheologic⁠(d) din Sofia și Societatea Bulgară de Antichități, sub conducerea lui Iordan Gospodinov. Un al doilea efort condus de Krastiu Miatev a condus la un studiu mai în profuzime, iar cercetarea arheologică a obiectivului încă se mai desfășoară. În 1927, Biserica Rotundă, împreună cu întregul Preslav medieval, a fost declarată rezervație arheologică și monument istoric și a fost plasată sub protecția statului ca antichitate națională. În 1970, a fost inclus în lista monumentelor de cultură de importanță națională, acest fapt fiind publicat în acel an în Gazeta de Stat⁠(d). Ca parte a rezervației arhitecturale Preslavului Vechi, Biserica Rotundă a fost listată la nr. 98 în lista celor 100 de Obiective Turistice ale Bulgariei⁠(d).
Biserica Sf. Petka din Ruse, deschisă în 1944, a fost construită ca o imitație a Bisericii Rotunde din Preslav. Biserica Rotundă a suferit o restaurare parțială la sfârșitul anilor 1990 și începutul anilor 2000. În decembrie 2009, au fost anunțate planuri de reconstruire a bisericii în întregime fără a demola sau altera vreuna dintre ruinele sale structurale originale. Un monument dedicat țarului Simeon a fost dezvelit în imediata vecinătate a Bisericii Rotunde, pe 27 mai 2007, în cinstea comemorării a 1080 de ani de la moartea sa. În ciuda faptului că nu este o biserică activă, este folosită regulat pentru botezuri și cununii.

## Arhitectură

### Locație și stil
Biserica Rotundă a fost construită în afara zidurilor orașului Preslav, care cuprindea pe atunci doar palatul monarhic și clădirile asociate acestuia, precum bazilica regală. Se afla însă în interiorul limitelor exterioare ale orașului, aflându-se la 250 m sud-est de poarta de sud. Era situată pe o terasă înaltă. Astăzi, Biserica Rotundă, împreună cu alte ruine ale Preslavului medieval, se află nu departe de orașul modern Veliki Preslav, care este centrul administrativ al unei comune din Regiunea Șumen, din Bulgaria de nord-est.

Planul simplificat al clădirii

Biserica Rotundă diferă în mod deosebit de celelalte biserici din părțile populate de slavi din Balcani prin planul său centralizat, circular, unic în arhitectura bulgară medievală. Natura rotunjită și dinamică a configurațiilor sale vine în contradicție cu designurile dreptunghiulare ascuțite ale acelei perioade.  Cel mai probabil, acest design se bazează pe exemple abundente de clădiri de la sfârșitul perioadei romane și de la începutul perioadei bizantine, aflate în ruine pe teritoriul bulgăresc. Planul general, în special rotonda⁠(d), seamănă cu designul bisericilor din timpul lui Iustinian I, precum Bazilica San Vitale din Ravenna, Mica Sfânta Sofia din Constantinopol (astăzi, Istanbul) și Rotonda lui Galerius⁠(d) din Salonic.  Chiar dacă planul este neobișnuit, tehnologia și principiile întrebuințate în construcția sa sunt contemporane secolului al X-lea și în concordanță cu alte monumente din Preslav.
Bisericile bizantine nu sunt singura sursă de inspirație pe care cercetătorii o atribuie Bisericii Rotunde. Unii cercetători pun planul său în legătură cu o influență armenească, poate adusă în Bulgaria de meșteșugari din Caucaz. În general, bisericile din Balcani cu un asemenea plan sunt asociate cu migrația călugărilor capadochieni, armeni sau georgieni. Un alt posibil model pentru Biserica Rotundă din Preslav poate fi găsit în arhitectura carolingiană⁠(d) din timpul lui Carol cel Mare, mai ales la capela palatină din Aachen, din vestul Germaniei, cu care împărtășește anumite caracteristici. În perioada construirii Bisericii Rotunde, Bulgaria se afla în contact direct cu imperiul franc. O trăsătură a Bisericii Rotunde despre care savanții afirmă că este o influență carolingiană foarte recunoscută este prezența unui monumental masiv occidental⁠(en)[traduceți].

### Descriere
Biserica Rotundă are trei secțiuni: atriul larg, nartexul⁠(en)[traduceți] și naosul (sau, datorită configurației sale, rotonda), fiecare servind ca punct de plecare pentru alta. Secțiunile n-au fost construite neapărat în același timp și este general acceptat că la reconstrucția bisericii s-a făcut la ceva timp după terminarea acesteia. Mavrodinov și arheologul Karel Škorpil⁠(d) sunt de părere că nartexul și naosul țin de perioada primei clădiri, pe când atriul a fost adăugat puțin după aceasta și de către același arhitect.
Biserica, inclusiv atriul, are o lungime totală de 38,5 m. A fost construită mai ales din blocuri de calcar îmbinate cu mortar. În interiorul absidei, mortarul este de culoare roșie. Podeaua a fost acoperită cu țigle de marmură și piatră lipită pe mortarul roșu din nartex și pe mortarul alb din alte părți ale clădirii. Cărămizile roșii și galbene și bucățile de cărămidă au fost folosite pentru atriu, arcuri și probabil pentru dom; unele bucăți de cărămidă au fost utilizate pentru a umple spațiile dintre pietre și pereți.

#### Atriul
Partea din exterior a Bisericii Rotunde este atriul, spațiul deschis, flancat, ce conduce înspre nartex. Poate fi accesat prin trei porți (câte una la fiecare perete), dintre care intrarea prin peretele principal, de vest, este cea mai elaborată și mai mare la aspect. Atriul este aproape un pătrat ca formă și măsoară 12,20 × 14,30 m. Un puț de apă a fost construit în mijlocul curții; acesta a fost legat de o conductă de apă.
Laturile atriului sunt decorate cu o multitudine de bolte cu pile între acestea. În total, sunt paisprezece bolți: câte patru pe fiecare dintre cei trei pereți ai curții și câte unul, acolo unde peretele de vest se intersectează cu laturile. Atriul are și paisprezece coloane rotunde de calcar, fiecare situându-se antinomic față de una dintre pile, la 0,6 m distanță.

#### Nartex

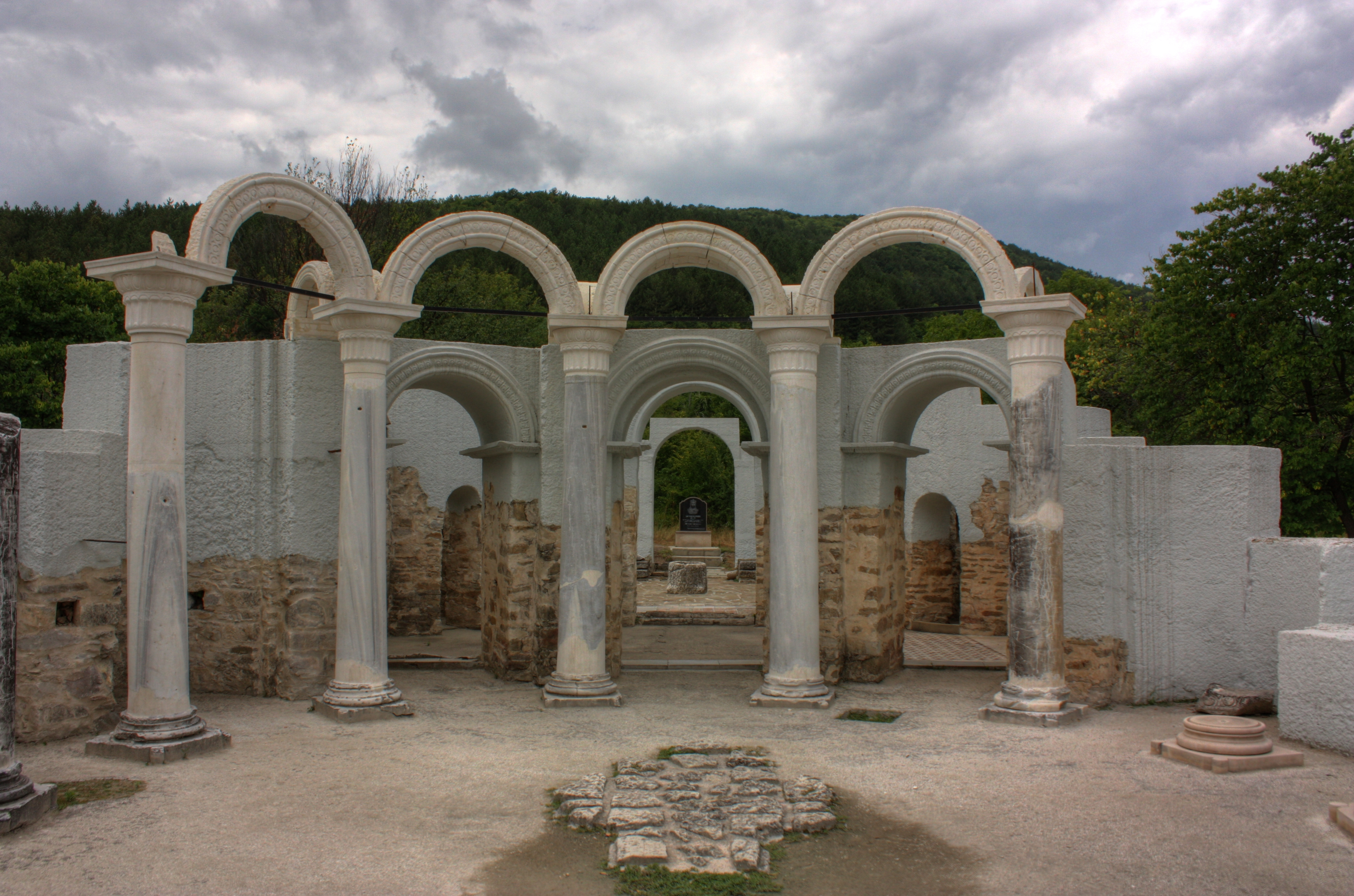
Vedere din centrul rotondei către atriu.

Nartexul dreptunghiular constituie partea de mijloc a clădirii, dintre atriu și naos, și servește ca hol pentru biserică. Se află exact la est de atriu, fiind legat de acesta printr-o poartă mare flancată de un cuplu de turnuri⁠(en)[traduceți] înalte circulare. Mavrodinov compară nartexul Bisericii Rotunde cu structuri asemănătoare din bisericile de pe Muntele Athos.
Împreună cu peretele nordic și cel sudic, intrarea în nartex izolează de fapt două părți mai mici ale atriului, similare în ceea ce privește planul și accesibile prin uși. Partea de nord are o mică necropolă, pe când partea de sud a fost probabil un baptisteriu, aceasta înfățișând o mică instalație cu o pilă de argilă care se aseamănă cu o cristelniță. În orice caz, Nikolova consideră că forma sa este mult prea neobișnuită și că locul este nepotrivit pentru botez și consideră că mai degrabă locul a fost proiectat ca o navă pentru distribuirea agheasmei.
Având măsura de 5 × 9,60 m, nartexul este partea Bisericii Rotunde care a rezistat în forma sa cea mai bună, unii dintre pereții săi atingând 3 m. Cele două turnuri ale sale au diametrul de 3,2 m; ambele au câte o intrare care stă cu fața spre interiorul nartexului și câte trei geamuri. Sunt două perechi de coloane în cadrul nartexului, susținând al doilea nivel al său, care este accesibil din turnul nordic. Coloanele împart nartexul în trei nave și marchează drumul de la intrarea în nartex către porțile rotundei.

#### Rotonda
Nava rotundă este cea mai estică și cea mai importantă parte a bisericii, fiind locul unde avea loc liturghia. Diametrul rotundei este de 10,5 m. Poate fi accesată prin trei porți, toate fiind din nartex. A fost complet acoperită de un dom. Douăsprezece bolte, cu aspect semicircular când sunt văzute dinăuntru, și pentagonal când sunt văzute dinspre exterior, au fost construite la nordul și sudul părții estice a rotundei, absida, care ea însăși a fost fixată într-una dintre bolte. Contraforți largi consolidează structura atât în interior cât și în exterior. Un cerc de zece sau douăsprezece coloane de marmură albă au fost fixate în cadrul rotondei, la 0,55 m de interiorul contrafortului. Capitelurile coloanelor sunt asemănătoare cu cele de la palatul regal din Preslav. Un sicriu de lemn placat cu aramă stă într-o cameră de înmormântare, lângă absidă.
Absida semicirculară este boltită la nordul și sudul pereților. Amvonul de marmură a fost situat în mijlocul unui cerc de coloane și al întregii rotonde, exact sub centrul cupolei, după cum depune mărturie o căptușeală de mortar. Treptele de la est la vest, aliniate cu absida, erau folosite pentru a duce spre amvon. Strana episcopului se află probabil lângă una dintre boltele sudice, care a fost probabil mărită în acest scop.

## Decorațiunile

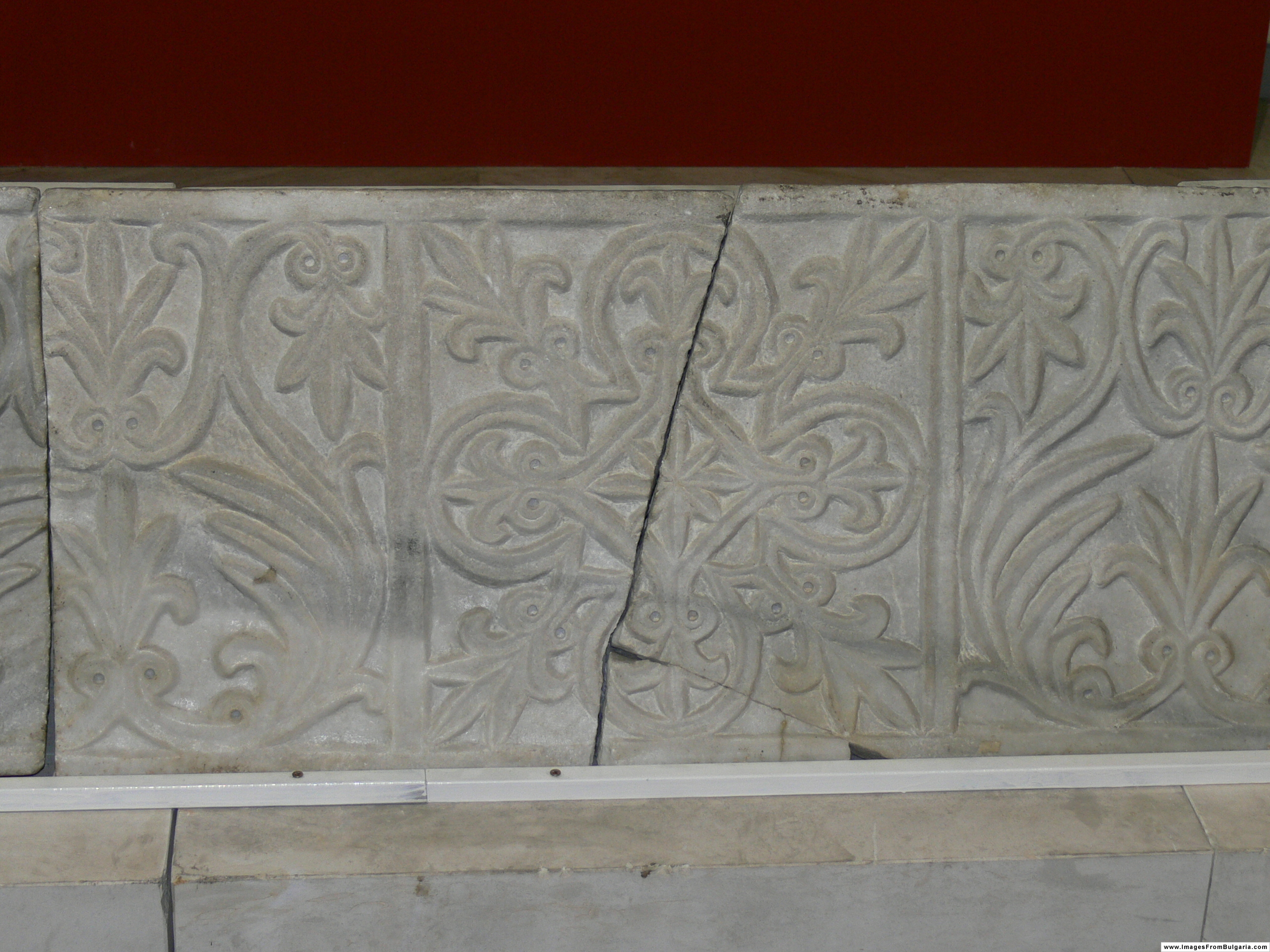
Cornișă din Biserica Rotundă cu motive florale

Interiorul a fost bogat decorat cu mozaicuri colorate în stil bizantin, cornișe și ceramică. Cu excepția capitelurilor de coloană, dorice și corintice, care sunt de inspirație romană sau bizantină, restul decorațiunilor sunt specifice construcției bisericii și vremii în care aceasta s-a făcut. Vlasto remarcă la interiorul bisericii un iz proto-bulgar și o relație cu arta din Persia sau Asia Centrală. Așadar, el consideră că aceasta nu are la bază exemplele bizantine ale acelor timpuri. De o opinie contară este Miatev, care semnalează asemănări semnificative între decorația Bisericii Rotunde cu cea a Bisericii Maicii Domnului (acum parte a moscheii Fenari Isa⁠(d)), construită în 908 la Constantinopol. Mavrodinov merge un pas mai departe, susținând că arhitectul Bisericii Rotunde a fost inspirat direct de exemple antice, referindu-se mai ales la bogatele decorațiuni sculpturale.
Biserica Rotundă a fost fără egal în decorația sa ceramică în raport cu orice altă biserică din Prelsav și a fost singura biserică din oraș care se bazează mult pe plăci policromice de ceramică. Icoanele de ceramică și mozaic au fost o atracție a interiorului. În timp ce imaginile de ceramică erau alcătuite din plăcuțe de argilă, icoanele mozaic erau mai variate în ceea ce privește materialul lor, care includea argilă, sticlă și piatră de diferite nuanțe pe un fundal colorat în auriu. Printre sfinții și personajele biblice înfățișate se numără Haralambie și Ioil. Unele imagini au fost incluse în elipse.
Biserica Rotundă este caracterizată de cornișe de marmură și calcar. Acestea au avut un mare număr de detalii și ornamente împletite, precum palmete, mănunchiuri de strugure, frunze. Pe lângă formele ornamentale clasice, cornișele înfățișează unele care sunt cu totul noi în ce privește caracterul sau motive bine cunoscute reproiectate. Decorația florală domină cornișele.  Țiglele găsite în interiorul ruinelor bisericii înfățișează păsări sau alte animale în plus față de formele geometrice și motivele florale, toate fiind glazurate⁠(en)[traduceți] fie în cafeniu, galben, verde, albastru sau verde-albastru. Pereții au fost acoperiți cu marmură lustruită și stau cu fața spre configurațiile încrustate.

## Epigrafie

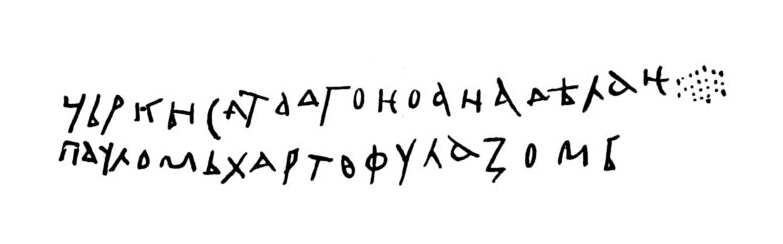
Inscripție a en Pavel din interiorul Bisericii Rotunde

Biserica Rotundă are multe inscripții medievale, atât oficiale, cât și mâzgălite pe pereții săi ca graffiti. Un studiu a numărat un total de 193 de semne și 30 desene, marea majoritate având un fel de simbolism creștin⁠(d). Per total, epigrafia Bisericii Rotunde datează din secolul al zecelea și sunt reprezentate trei alfabete: grecesc, glagolitic și chirilic, precum și două limbi: bizantina greacă și bulgara veche (variantă a slavonei bisericești vechi). Inscripțiile glagolitice de pe Biserica Rotundă depun mărturie că acest alfabet a continuat să fie utilizat în Preslav alături de cel chirilic.
Poate cea mai celebră și mai valoroasă inscripție de pe pereții bisericii este cea chirilică de pe peretele sudic al cărui punct de plecare este sudul nartexului, cunoscut prin convenție ca fiind baptiseriul. Inscripția a fost scrisă neîndemânatic pe un chit de mortar și spune în traducere: „Biserica Sfântul Ioan, construită de cartofilul⁠(en)[traduceți] Pavel". Deși este datată în secolul al X-lea și este menționată sfințirea bisericii și potențialul său ctitor, scrierea nu poate fi considerată inscripția clasică de ctitor din cauza locației sale nefirești și a scrisului neîndemânatic. Nikolova consideră că mai probabil autorul inscripției a fost o persoană cu știință de carte, care a slujit cartofilului Pavel și a dorit să-i răspândească faima. Ea crede că textul s-ar putea referi doar la construirea nartexului, mai degrabă decât la a întregii biserici, având opinia că nartexul ar fi putut fi adăugat după construirea rotondei.
Alte exemple de epigrafie în Biserica Rotundă sunt diferite texte glagolitice și chirilice scurte, precum și litere separate. Printre inscripțiile glagolitice este abecedariumul⁠(d) din Preslav, text liturgic ce include primele treizeci de litere ale alfabetului respectiv; unele texte chirilice au fost scrise pe plăci de ceramică. Numele și descrierile de pe icoane sunt în greacă, dar printre ele sunt inscripții bilingve în greacă și bulgară. Literele individuale înscrise pe pereți ilustrează modul în care formele literelor glagolitice simplificate și grecești s-au combinat pentru a forma alfabetul chirilic timpuriu. Pe pereții bisericii sunt graffitiuri cu cruci creștine, animale și 11 reprezentări de nave. S-a descoperit cel puțin un epitaf, înscris pe o lespede a unei femei descrisă ca „roaba lui Dumnezeu Tudora”.

### În limba engleză
- en Crampton, R .J. (2005). A Concise History of Bulgaria. Cambridge: Cambridge University Press. pp. 16–17. ISBN 978-0-521-61637-9.
- en Curta, Florin (2006). Southeastern Europe in the Middle Ages, 500–1250. Cambridge: Cambridge University Press. pp. 220–221. ISBN 978-0-521-81539-0.
- en Stephenson, Paul (2000). „Bulgaria and beyond: the Northern Balkans (c. 900–963)”. Byzantium's Balkan Frontier: A Political Study of the Northern Balkans, 900–1204. Cambridge: Cambridge University Press. ISBN 0-521-77017-3.
- en Vlasto, A. P. (1970). The Entry of the Slavs into Christendom: An Introduction to the Medieval History of the Slavs. Cambridge: Cambridge University Press Archive. ISBN 978-0-521-07459-9.

### În limba bulgară
- bg Mavrodinov, Nikola (1959). Starobalgarskoto izkustvo: izkustvoto na Parvoto balgarsko tsarstvo [Vechea artă bulgară: arta Primului Imperiu Bulgar]. Sofia: Izdatelstvo "Nauka i izkustvo". pp. 150–164. OCLC 456107079.
- bg Miyatev, Krastyu (1965). Arhitekturata v srednovekovna Balgaria [Arhitectura în Bulgaria medievală]. Sofia: Izdatelstvo na Balgarskata akademia na naukite. pp. 95–100. OCLC 10198565.
- bg Nachev, Ventseslav (1994). Balgarski nadpisi [Inscripții bulgare]. Sofia: Izdatelska kashta "Hristo Botev". pp. 17–19. ISBN 978-954-445-128-8.
- bg Nikolova, Bistra (2002). Pravoslavnite tsarkvi prez Balgarskoto srednovekovie IX–XIV v [Bisericile ortodoxe în timpul Evului Mediu bulgar secolele 9-14]. Sofia: Akademichno izdatelstvo "Marin Drinov". pp. 88–92. ISBN 954-430-762-1.
- bg Totev, Totyu (1993). Veliki Preslav: Patevoditel [Veliki Preslav: Ghid] (în bulgară). Varna: Hronos. pp. 58–63. ISBN 954-592-001-7.
- bg Vaklinov, Stancho (1977). „IV. Izgrazhdane na edinna starobalgarska kultura (vtorata polovina na IX — nachaloto na XI v.” [IV. Stabilirea culturii bulgare vechi unite (a doua jumătatea a secolului 9 — începutul secolului 11]. Formirane na starobalgarskata kultura VI–XI vek [Formarea vechii culturi bulgare secoelele 6-11]. Sofia: Balgarsko istorichesko druzhestvo; Izdatelstvo "Nauka i izkustvo". OCLC 314653227.